# Heraklesknoten

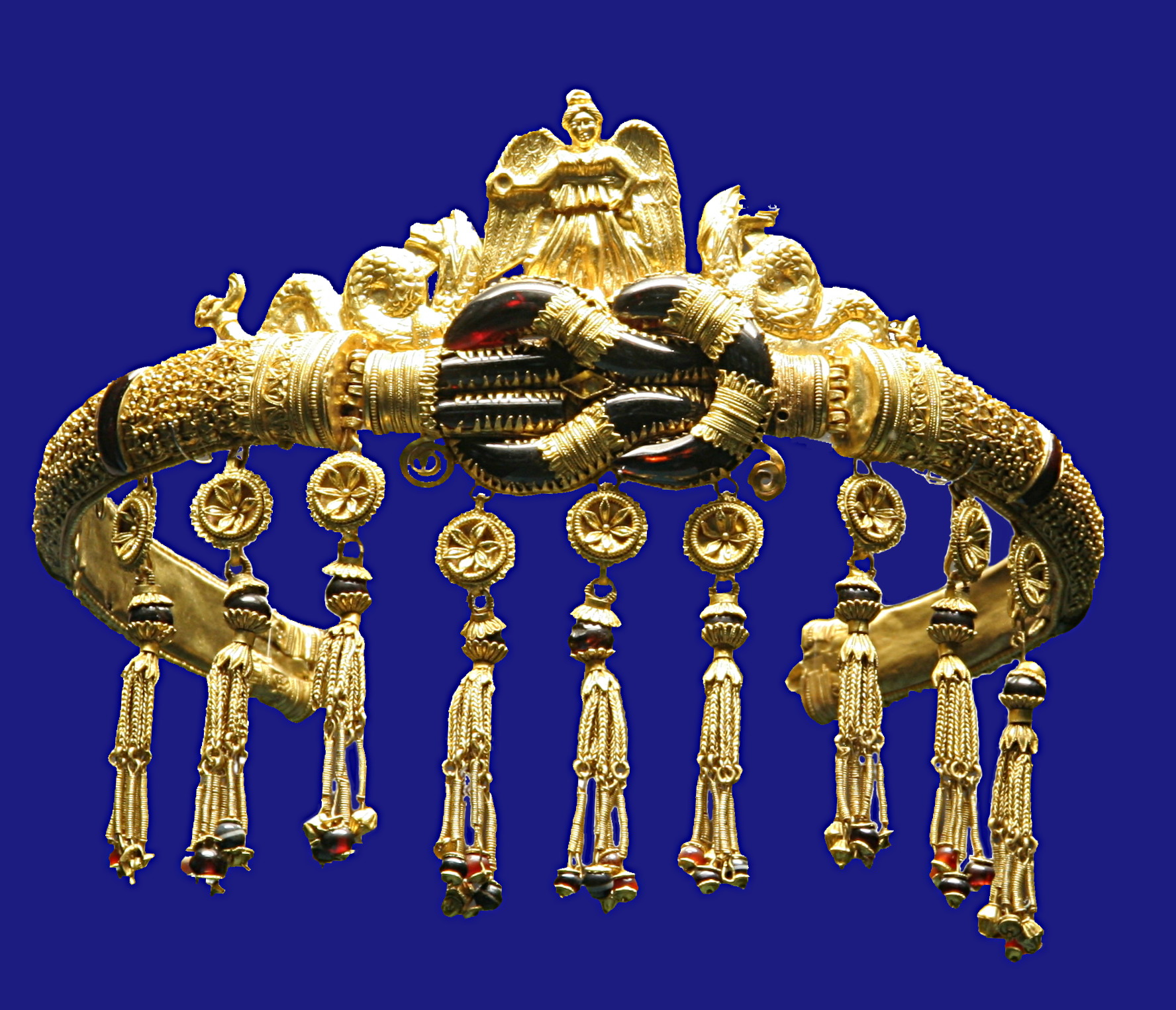
Diadem mit Heraklesknoten

Der Heraklesknoten, bekannter als Herkulesknoten sowie nodus Herculis, herculaneus, herculanus, hámma herakleotikón, war ein bedeutendes Symbol in der antiken Welt. Sein Name leitet sich entweder von den Schlangen ab, die Herakles als Kind erwürgt haben soll, oder von der Art, wie der Held das Löwenfell vor seiner Brust knotete. In der Antike diente der Knoten als praktisches Verschlussmittel, da es zu jener Zeit weder Siegel noch Vorhängeschlösser gab. Seine Bedeutung ging jedoch über die rein praktische Funktion hinaus, wie beispielsweise seine Verwendung als Friedenssymbol bei den Phöniziern zeigt. Im Laufe der Zeit entwickelte sich die Darstellung des Knotens weiter, wobei sich unter griechischem Einfluss das Motiv zu zwei sich umwindenden Schlangen wandelte. Obwohl der Heraklesknoten heute dem modernen Kreuzknoten entspricht, bleibt er ein faszinierendes Beispiel für die kulturelle und praktische Bedeutung von Knoten in der antiken Welt.

## Geschichte
Der Name des Knotens geht vermutlich entweder auf die Schlangen zurück, die Herakles als Kind erwürgt haben soll, oder auf die Art, wie der Held das Löwenfell vor seiner Brust geknotet trug. In der Antike diente der Heraklesknoten als praktisches Verschlussmittel, da es zu jener Zeit weder Siegel noch Vorhängeschlösser gab. So wird beispielsweise in Homers Odyssee beschrieben, wie Odysseus einen besonders kunstvollen Knoten zur Sicherung seines Besitzes verwendete – eine Technik, die er von der Zauberin Kirke erlernt hatte.
Die Bedeutung des Heraklesknotens ging über seine praktische Funktion hinaus. Das Handelsvolk der Phönizier nutzte den Knoten als Friedenssymbol, indem sie ihn an einem Stab befestigten und diesen vor der Landung an fremden Küsten voraussandten.
Im Laufe der Zeit entwickelte sich das Motiv des Knotens weiter. Unter griechischem Einfluss wandelte sich die Darstellung zu zwei sich umwindenden Schlangen, die verschiedene mystische Bedeutungen erhielten.
Heute wird angenommen, dass der Heraklesknoten dem modernen Kreuzknoten entspricht. Obwohl seine ursprüngliche Bedeutung und Verwendung größtenteils verloren gegangen sind, bleibt der Heraklesknoten ein faszinierendes Beispiel für die kulturelle und praktische Bedeutung von Knoten in der antiken Welt.

## Bedeutung und Verwendung

### Kultur
Der Knoten war ein beliebtes Schmuckmotiv in der griechischen und römischen Kultur. Seine Beliebtheit lässt sich auf seine Assoziation mit dem mythologischen Helden Herakles zurückführen.
In römischen Hochzeitsbräuchen spielte der Knoten eine zentrale Rolle. Der Gürtel der Braut, das Cingulum, wurde mit dem Nodus Herculaneus gebunden. In der Hochzeitsnacht musste der Bräutigam diesen Knoten schweigend und ohne Hilfe lösen. Diese Tradition verband den Knoten mit Fruchtbarkeit und ehelicher Verbindung.

### Magie
Dem Heraklesknoten wurden verschiedene magische und heilende Kräfte zugeschrieben:
- Heilung: Nach Plinius dem Älteren heilten Wunden schneller, wenn der Verband mit diesem Knoten gebunden wurde.[4][9][10]
- Medizinische Anwendungen: Der Knoten sollte bei übermäßigem Schwitzen am Kopf und tränenden Augen helfen, wenn der Mittelfinger der rechten Hand damit verbunden wurde.[4]
- Geburtshilfe: Es wurde geglaubt, dass der Knoten eine schnelle Geburt einleiten könne, wenn der Vater des Kindes seinen Gürtel um die Schwangere band.[4]
- Schutz: Der Knoten galt als Schutz gegen den bösen Blick und Behexung (Fascinatio).
- Alltagsmagie: Plinius berichtete, dass das tägliche Tragen eines mit dem Heraklesknoten gebundenen Gürtels als nützlich und heilsam angesehen wurde.

### Medizin

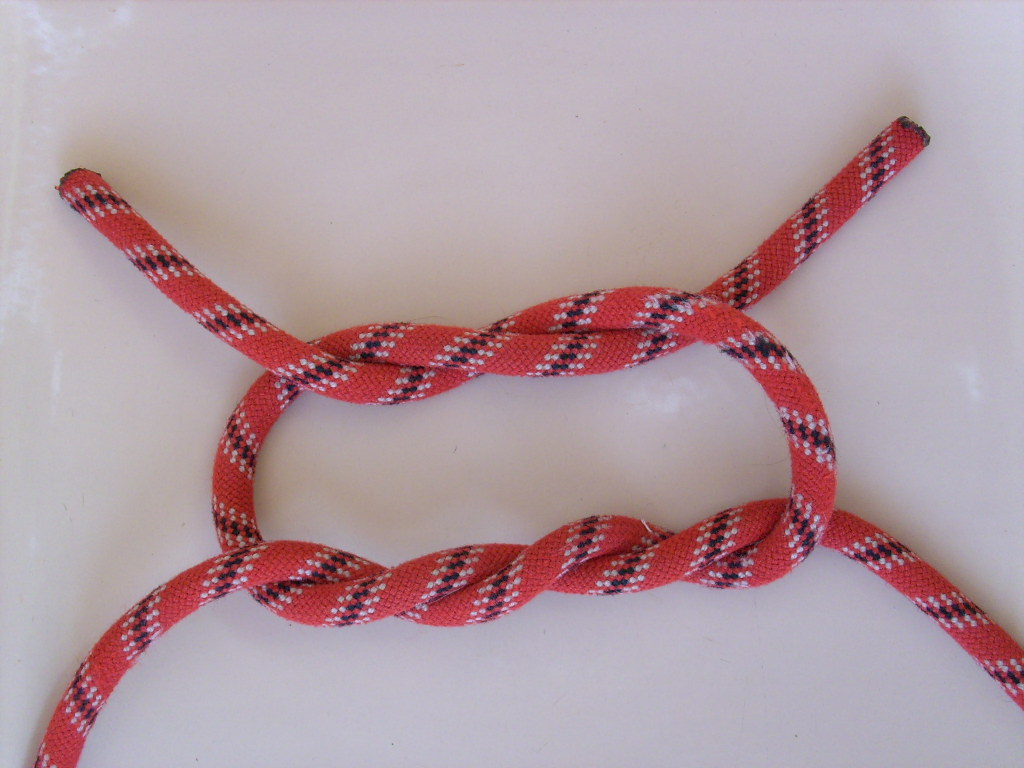
Chirurgenknoten

Plinius der Ältere berichtete, dass Wunden schneller heilen sollen, wenn sie mit dem Herkulesknoten verbunden werden. Diese Vorstellung basierte vermutlich auf dem Glauben an die magischen Eigenschaften des Knotens.
Der griechische Arzt Heraklas dokumentierte im 1. Jahrhundert n. Chr. die Verwendung des Heraklesknotens für chirurgische Zwecke. Spätere Chirurgen wie Kurt Sprengel bezeichneten ihren Chirurgenknoten ebenfalls als „Nodus Herculeus“. Dieser wurde für Wundnähte sowie Bandagen bei Knochenbrüchen und Verrenkungen eingesetzt.
Plinius beschrieb eine Anwendung zur Einleitung der Geburt: Der Erzeuger des Kindes sollte seinen Gürtel mit dem Herkulesknoten um die Schwangere binden und eine Formel sprechen. Dies deutet auf einen rituellen Gebrauch des Knotens in der Geburtshilfe hin.
Dem Knoten wurden weitere heilende Wirkungen zugeschrieben:
- Gegen übermäßiges Schwitzen am Kopf und triefende Augen, wenn der Mittelfinger der rechten Hand damit verbunden wurde.
- Als täglicher Gürtelknoten sollte er allgemein nützlich und heilsam sein.

Diese medizinischen Anwendungen basierten größtenteils auf Volksglauben und magischen Vorstellungen. Eine tatsächliche Wirksamkeit ist nicht belegt. Dennoch zeigt die Verwendung des Heraklesknotens in der antiken Medizin die enge Verbindung von Ritual, Magie und Heilkunde in dieser Zeit.

## Darstellungen
Der Heraklesknoten war ein beliebtes Motiv für Schmuckstücke. Er wurde häufig in Halsketten, Armbändern und anderen Schmuckstücken aus Gold und Edelsteinen verarbeitet. Besonders beliebt war die Darstellung als Teil von Halsketten, bei denen der Knoten als zentrales Element oder als wiederkehrendes Muster in der Kette auftauchte.
In der Bildhauerei wurde der Heraklesknoten oft als Teil von Herakles-Darstellungen gezeigt. Typischerweise wurde er als Verschluss des Löwenfells dargestellt, das Herakles um seine Schultern trug. Diese Darstellungsform findet sich sowohl in freistehenden Skulpturen als auch in Reliefs.
Auf griechischen Vasen taucht der Heraklesknoten ebenfalls als Motiv auf, meist im Zusammenhang mit Herakles-Darstellungen oder mythologischen Szenen. Er wird dabei sowohl als funktionales Element (z. B. als Verschluss von Kleidung) als auch als dekoratives Muster verwendet.
In der antiken Architektur fand der Heraklesknoten als ornamentales Element Verwendung. Er wurde als Verzierung an Säulen, Friesen und anderen Bauelementen eingesetzt.
Auf antiken Münzen taucht der Heraklesknoten gelegentlich als Symbol oder Beizeichen auf, oft in Verbindung mit Herakles-Darstellungen oder als Verweis auf mythologische Themen.
Der Knoten wurde auch auf Alltagsgegenständen dargestellt. So finden sich Abbildungen auf Spiegeln, Gefäßen und anderen Gebrauchsgegenständen, wo er sowohl dekorative als auch symbolische Funktionen erfüllte.
Die Darstellungen des Heraklesknotens variierten in ihrer Komplexität von einfachen, stilisierten Formen bis hin zu aufwendig gestalteten, naturalistischen Abbildungen. Die Vielfalt der Darstellungen und ihre Verbreitung in verschiedenen Kunstformen unterstreichen die kulturelle Bedeutung dieses Symbols in der antiken Welt.

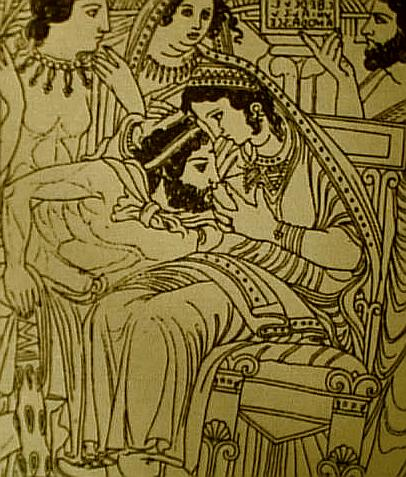
Kreuzknoten (am Hals)
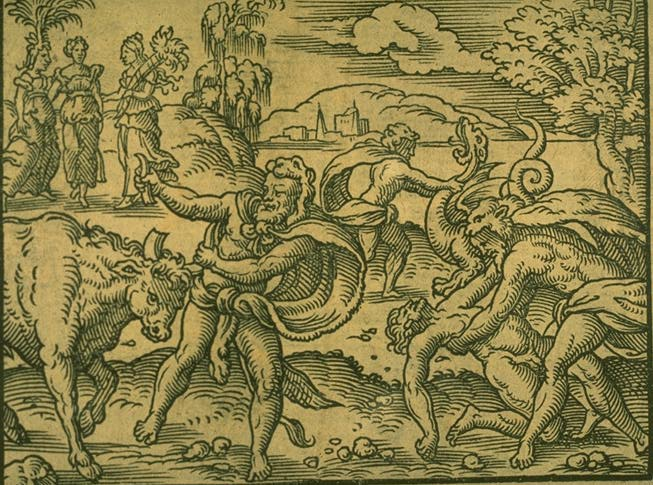
Löwenfell mit Knoten
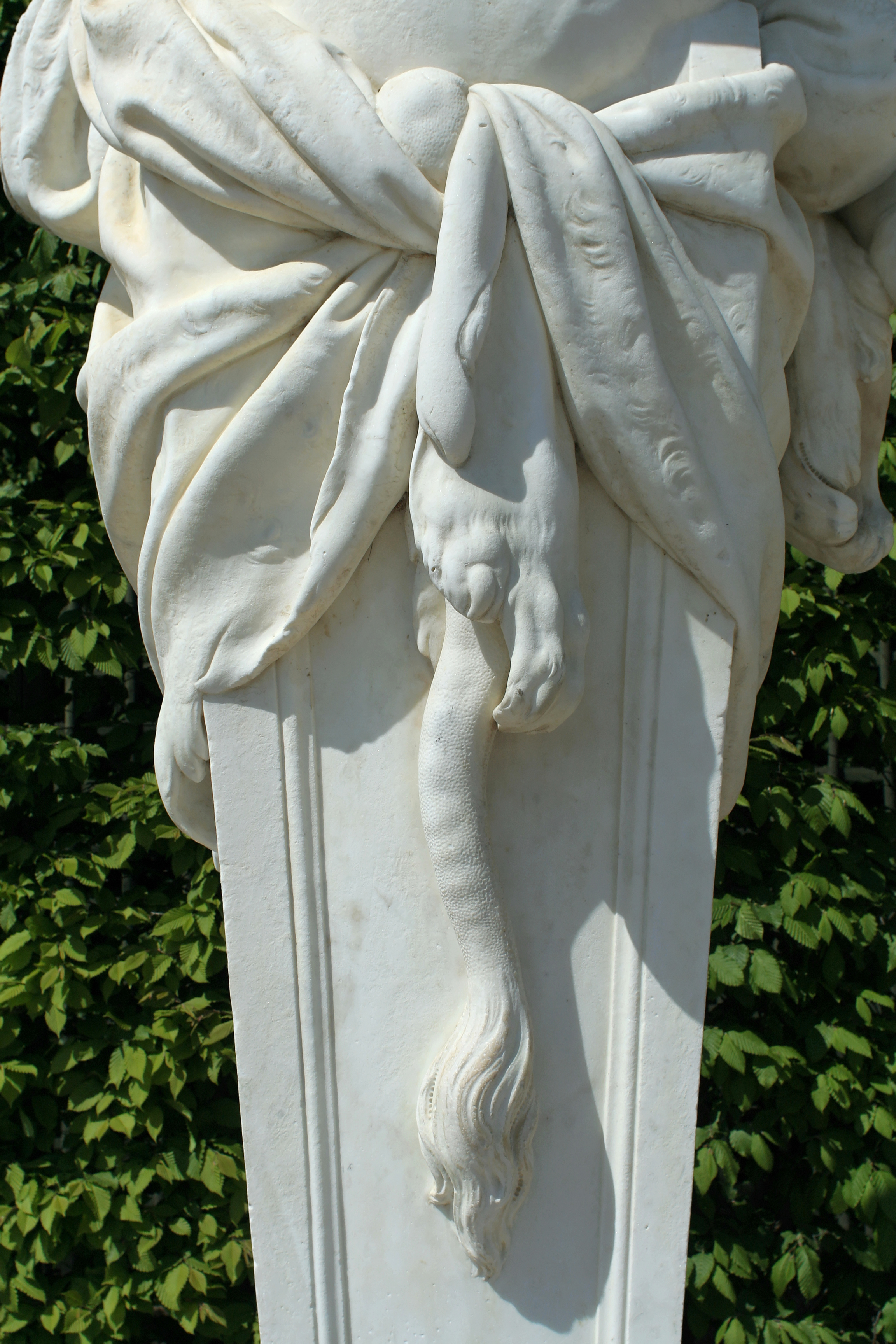
Detail – Knoten im Löwenfell (Versailles)
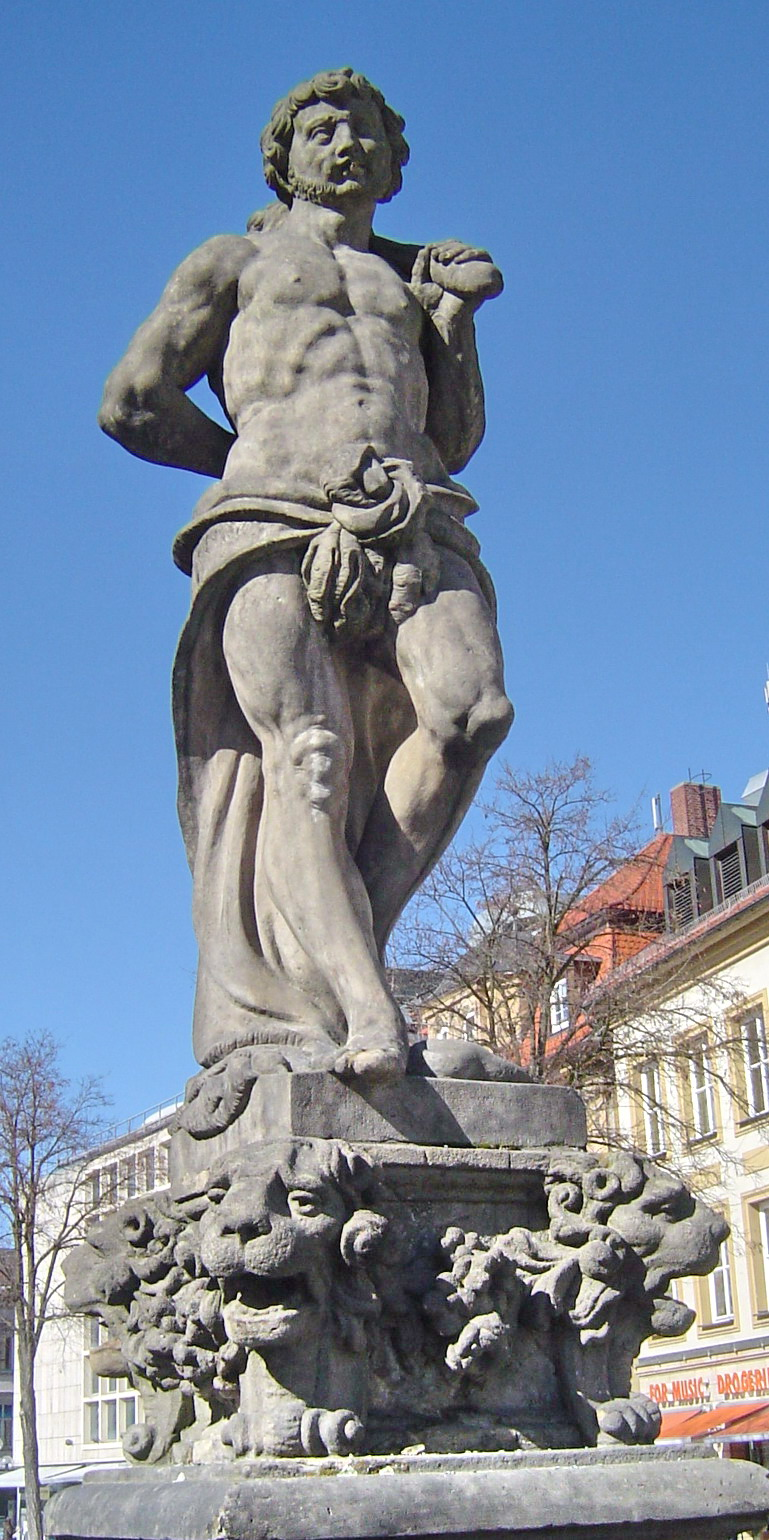
Herkulesbrunnen in Bayreuth
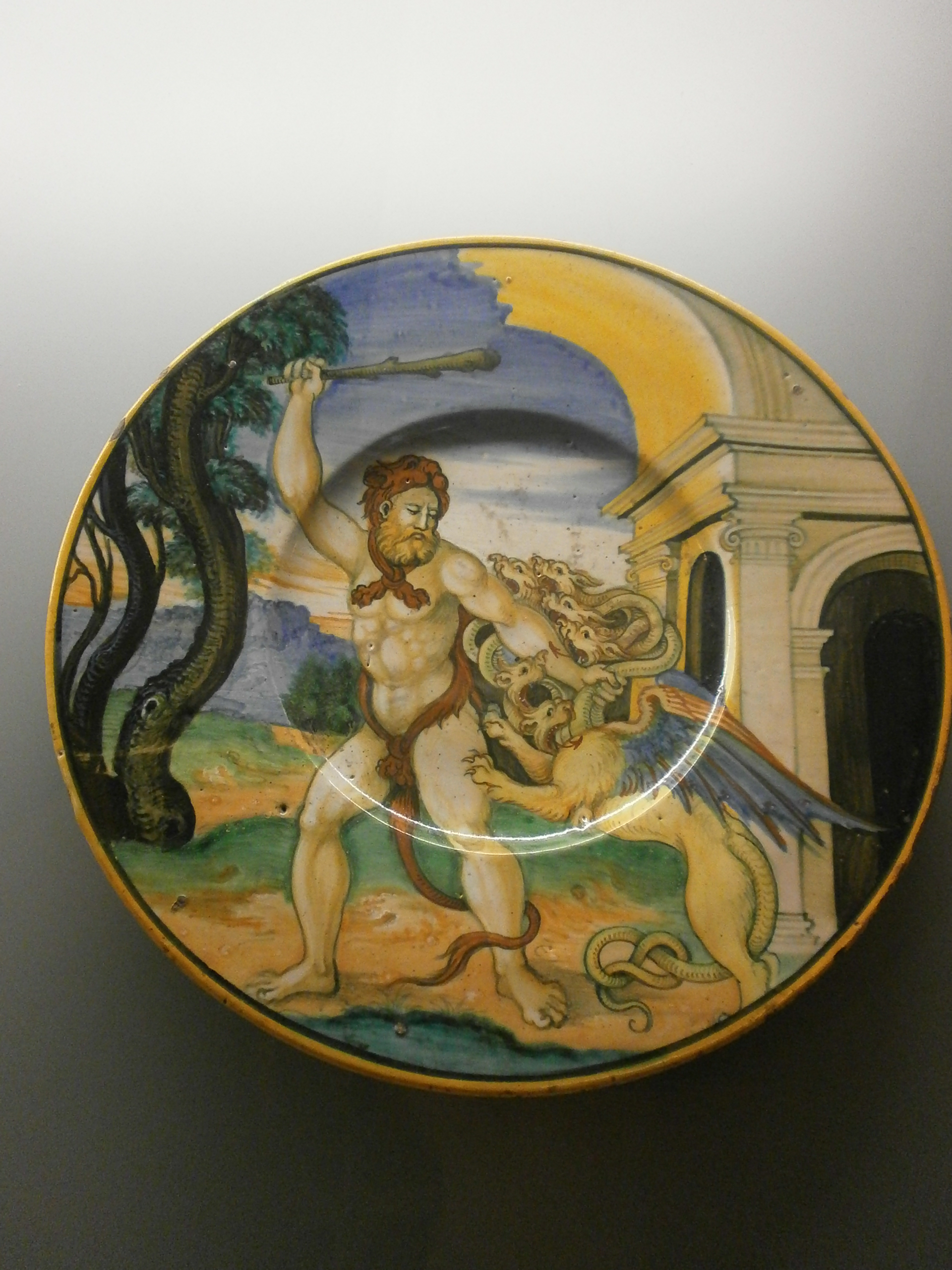
Herkules mit  Löwenfell auf einem Majolika-Teller von Nicola da Urbino, um 1525/35, aus Urbino, Museo delle arte decorative im Castello Sforzesco